# Sabotage (videojuego)
Sabotage es un videojuego de matamarcianos publicado en 1981 por On-Line Systems para los ordenadores Apple II y Apple II Plus. Fue programado por Mark Allen. 

## Argumento
El jugador controla un arma antiaérea con la que debe destruir helicópteros y paracaidistas enemigos.

## Desarrollo
El cañón antiaéreo está ubicado sobre una plataforma en el suelo, en el centro del extremo inferior de la pantalla, y es fijo. El jugador puede mover el cañón para apuntar, pero no desplazarlo. El objetivo es destruir a los helicópteros que lanzan paracaidistas, así como a estos. Periódicamente aparecen oleadas de bombarderos que lanzan su carga. El juego termina si el cañón es alcanzado por una bomba, si un paracaidista aterriza sobre el cañón, o si cuatro paracaidistas toman tierra y forman una pirámide humana para superar la plataforma y alcanzar al cañón.